# جورج لودفيغ
جورج لودفيغ (بالإنجليزية: George Ludwig)‏ هو أكاديمي أمريكي، ولد في 4 يناير 1922 في جونستاون في الولايات المتحدة، وتوفي في 24 نوفمبر 1973 في أوهايو في الولايات المتحدة.